# The Block Brochure: Welcome to the Soil 3
The Block Brochure: Welcome to the Soil 3 – siedemnasty studyjny album amerykańskiego rapera E-40. Ostatnia część trylogii The Block Brochure: Welcome to the Soil. Została wydana 26 marca 2012 roku. Na płycie znajduje się 18 utworów, a w wersji rozszerzonej o dwa więcej. Wśród gości pojawili się między innymi Snoop Dogg, Tha Dogg Pound, Kendrick Lamar, Too $hort czy Katt Williams. Do utworów "Be You", "What Happened to Them Days", "Catch a Fade" i "What You Smokin' On" zostały zrealizowane teledyski. Album zadebiutował na 71. miejscu notowania Billboard 200 i na 13. pozycji listy Top R&B/Hip-Hop Albums.

## Lista utworów
Źródło.
1. "Jealous"
2. "Wasted" (featuring Cousin Fik)
3. "What You Smoking On" (featuring Snoop Dogg, Tha Dogg Pound & Kokane)
4. "Making My Rounds"
5. "Catch a Fade" (featuring Kendrick Lamar & Droop-E)
6. "Be You" (featuring Too Short & J Banks)
7. "It's Curtains" (featuring Kaveo & Droop-E)
8. "Stove on High" (featuring Stressmatic)
9. "Get Loose" (featuring Cousin Fik & Droop-E)
10. "Gargoyle Serenade"
11. "Pussy Loud" (featuring Cool Nutz & Maniac Loc)
12. "I Ain't Doin' Nothin'" (featuring B-Legit & Willy Will)
13. "What Happened to Them Days" (featuring J Banks)
14. "I'm On His Top"
15. "Get Ya Weight Up" (featuring Katt Williams)
16. "Salute You" (featuring Raheem DeVaughn)
17. "40 & Hiero" (featuring Hieroglyphics)
18. "Sidewalk Memorial"
19. "Over Here" (featuring Too Short & Droop-E) (dodatkowy utwór)
20. "My Whip Hot" (featuring Laroo T.H.H. & Decadez) (dodatkowy utwór)

## Notowania
| Notowanie (2012)       | Najwyższa pozycja |
| ---------------------- | ----------------- |
| Billboard 200          | 71                |
| Top R&B/Hip-Hop Albums | 13                |
| Top Rap Albums         | 12                |
| Independent Albums     | 12                |